# Hochon
Hochon (Hán Việt: Hư Xuyên) là một huyện của tỉnh Hamgyong Nam tại Cộng hòa Dân chủ Nhân dân Triều Tiên. Huyện được thành lập từ một phần của Tanchon và Pungsan sau chiến tranh Triều Tiên.
Địa hình Hôchn chủ yếu là dốc và nhiều đồi núi, đặc biệt là phía đông nam và có nhiều đỉnh núi cao. Dãy núi Pujonryong và Komdok nằm trên địa bàn huyện, đỉnh cao nhất là Komdoksan. Dòng nước chính của huyện là suối Namdaechon. Khoảng 90% diện tích huyện là đất rừng. KHai mỏ và sản xuất điện năng là các ngành kinh tế chính trong huyện. Các tài nguyên trên địa bàn gồm đồng, quặng sắt, chì và kẽm. Các cây trồng tại địa phương gồm ngô, đỗ tương và khoai tây song việc canh tác gặp khó khăn do địa hình đồi núi. Hai tuyến đường sắt Tanpung và Mantok chạy qua huyện Hochon.
Năm 2008, dân số toàn Huyện Chongpyong là 104.731 người (49.299 nam và 55.432 nữ), trong đó, dân cư đô thị là 68.313 người (65,2%) còn dân cư nông thôn là 36.418 người (34,8%).